# Messi (filme de 2014)
Messi é um documentário espanhol dirigido por Álex de la Iglesia. O filme explora a ascensão do futebolista argentino Lionel Messi.

## Produção
O filme foca no futebolista argentino Lionel Messi, desde sua juventude em Rosário até se tornar um dos melhores jogadores do mundo no FC Barcelona, e o documentário conta com o ex-futebolista argentino Jorge Valdano discutindo as qualidades de Messi com a lenda do Barcelona, Johan Cruyff e o ex-técnico da Seleção Argentina, César Luis Menotti. Ao fazer o filme, Iglesia disse que foi influenciado por Cidadão Kane, de Orson Welles, e por O Agente da Broadway, de Woody Allen. O filme foi produzido pela Mediapro e distribuído pela Warner Bros. Pictures.

## Recepção
Após a estréia do filme durante o Festival de Veneza, em 2014, Andrew Barker, da revista Variety, escreveu que "o filme é bem filmado e muito rapidamente editado" e elogiou a escolha de incluir figuras ao longo da carreira de Messi e de não incluir o próprio Messi, mas reclamou que eles "nunca interaja de maneiras particularmente interessantes" e também destacou a falta de discernimento sobre o personagem.